# الإعاقة في اليمن

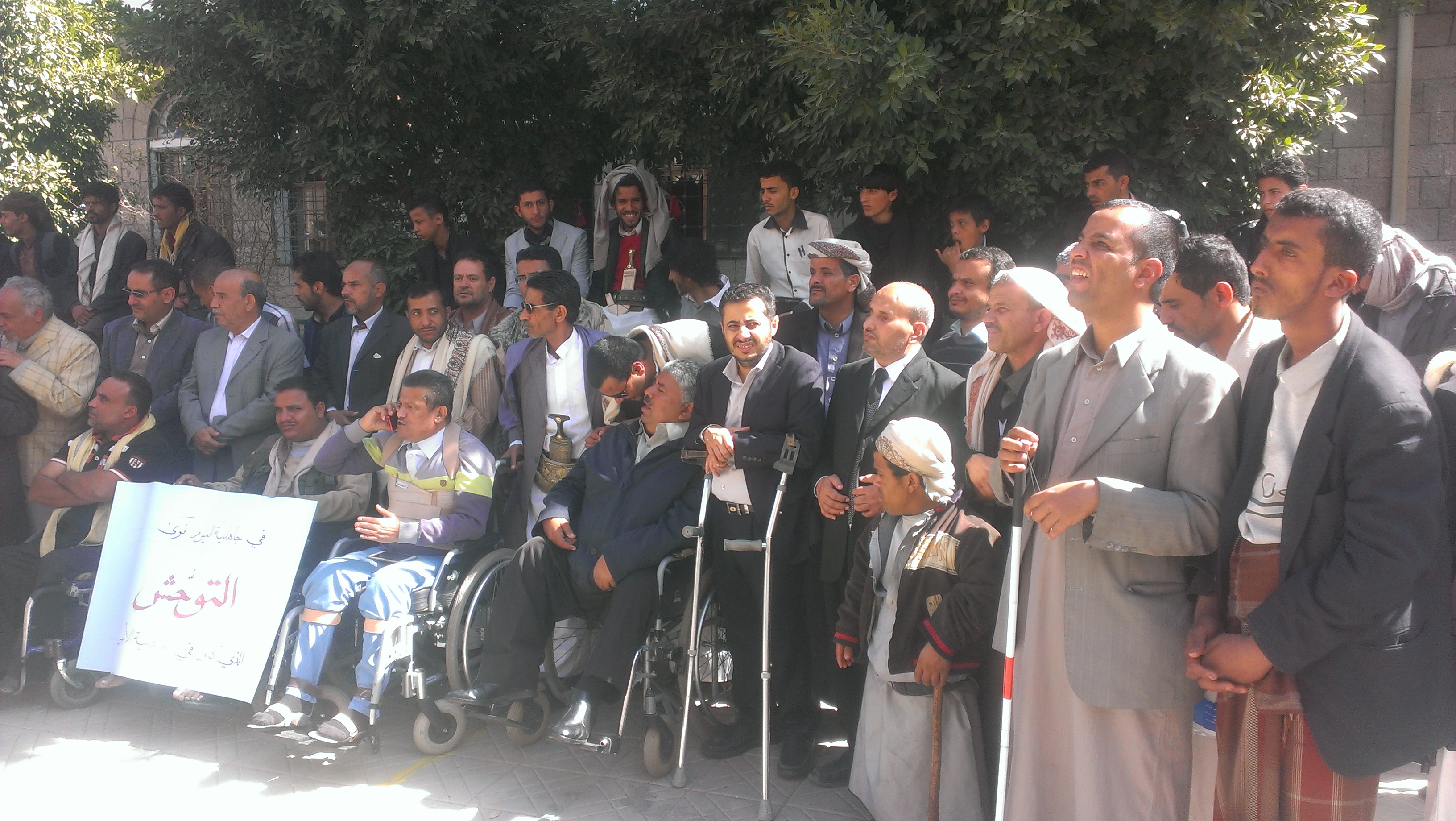
في يناير / كانون الثاني 2016 ، قالت هيومن رايتس ووتش إن قرابة 6000 شخص معاق منذ أن بدأ التحالف بقيادة السعودية الضربات الجوية في 2015.

تتزايد الإعاقة في اليمن بمرور الوقت، لا سيما بسبب الصراع المتزايد في المنطقة. يواجه الأشخاص ذوو الإعاقة في اليمن العديد من التحديات بسبب الفقر ونقص البنية التحتية التي يمكن الوصول إليها والفصل بين الجنسين وغير ذلك. أصدرت الحكومة اليمنية قوانين للمساعدة في حماية حقوق المعاقين في بلادهم، لكن لم يتم تطبيق جميع القوانين بشكل متساوٍ.

## التركيبة السكانية
أشارت تقديرات عام 2004 إلى وجود حوالي 380 ألف شخص معاق في اليمن. قدرت ورقة صادرة عن الأمم المتحدة (UN) في عام 2009 العدد بما يتراوح بين 3 و 5 ٪ من السكان. وسجلت الحكومة اليمنية نحو 150 ألف يمني من ذوي الإعاقة، بينما في 2014 كشف المنتدى اليمني للمعاقين أن هناك أكثر من مليوني شخص يعانون من نوع من الإعاقة في اليمن. أدى الصراع الدائر في اليمن إلى زيادة عدد الأشخاص ذوي الإعاقة. أصيب حوالي 28500 شخص في اليمن منذ مارس 2015.
ازداد عدد الأشخاص المصابين بالتوحد في اليمن بمرور الوقت.
يشكل الأفراد ذوو الإعاقة أقل من 1٪ من القوى العاملة بالدولة.  المزيد من الأفراد ذوي الإعاقة يعيشون في المناطق الريفية من اليمن.  بالإضافة إلى ذلك، فإن من هم في فئة الدخل الأدنى هم أكثر عرضة للإعاقة بمقدار الضعف مقارنة بالأشخاص الموجودين في أعلى الفئات كما ورد في عام 2005. 

## الأسباب
في كثير من الحالات يمكن الوقاية من الإعاقة في اليمن.  يعاني الأشخاص في اليمن من إعاقات تتعلق بإصابات النخاع الشوكي والتي يمكن تصحيحها بالجراحة. لا تزال حوادث شلل الأطفال تحدث في اليمن،  مع حدوث 485 حالة في عامي 2005 و 2006.  ما يقرب من 30٪ من الإعاقات في اليمن قد تنجم عن أمراض خلقية أو مضاعفات أثناء الولادة كما ورد في عام 2003. 
تربط دراسة صادرة عن إبراهيم عمران معظم حالات الإعاقة بالحرب والصراع في اليمن. بسبب النزاع المسلح في المنطقة، فقد آلاف اليمنيين أطرافهم منذ عام 2015. حوادث المرور، والصراعات بين القبائل، والألغام الأرضية،  وحمى العمود الفقري، والأمراض الوراثية وسوء التغذية هي أيضًا الأسباب الرئيسية للإعاقة في اليمن. كما أن الزواج بين أبناء العمومة المقربين يزيد من تغيرات الأسباب الجينية للإعاقة. 

## المواقف الثقافية تجاه الإعاقة
يؤكد دين اليمن الرئيسي، الإسلام، على رعاية المعوقين وتحمل المشقات. يؤثر هذا الموقف على الطريقة التي يواجه بها كثير من اليمنيين تحديات الإعاقة. 
ومع ذلك، يمكن لعائلات الأشخاص ذوي الإعاقة وذوي الإعاقة أن يواجهوا وصمة العار الاجتماعية.  يعتقد بعض الناس في اليمن أن الأمهات يمكن أن ينقلن الإعاقة لأطفالهن.  أبقت العائلات المعوقين تحت الإقامة الجبرية الافتراضية في بعض المواقف بسبب العار المرتبط بالإعاقة. تواجه النساء ذوات الإعاقة صعوبة في رؤية أنفسهن يتزوجن، على الرغم من تخيل الرجال المعاقين في اليمن أنهم سيكونون قادرين على الزواج من أي شخص تقريبًا. 
يمكن أن يُحرم الأفراد ذوو الإعاقة في اليمن من الوصول إلى التعليم والعمل والحصول على الرعاية الصحية ويواجهون صعوبات في الأماكن العامة ووسائل النقل غير المصممة لاستيعاب الأشخاص ذوي الإعاقة.  

### رياضة
شاركت اليمن في دورة الألعاب البارالمبية مرة واحدة فقط، وهي دورة الألعاب الصيفية لعام 1992 في برشلونة. اعتبارًا من يونيو 2017[[تصنيف:مقالات فيها عبارات متقادمة منذ خطأ في التعبير: عامل < غير متوقع.]] تم تعليق عضوية اللجنة البارالمبية اليمنية من عضوية اللجنة البارالمبية الدولية.

## سياسة
المنظمة الحكومية المسؤولة عن مساعدة المعوقين هي وزارة الشؤون الاجتماعية والعمل (MoSAL). وزارة الشؤون الاجتماعية والعمل لديها أيضا صندوق الإعاقة (DF). اليمن من الدول التي صادقت على اتفاقية الأمم المتحدة لحقوق الأشخاص ذوي الإعاقة. الصندوق الاجتماعي للتنمية (SFD) هو عبارة عن شبكة أمان اجتماعي تم إنشاؤها في عام 1997 والتي تستهدف الأشخاص المعرضين للخطر في اليمن، بما في ذلك الأشخاص ذوي الإعاقة. في عام 2008، دعم الصندوق الاجتماعي للتنمية 1083 طفلاً من ذوي الإعاقة. وضعت الحكومة اليمنية، في عام 2007، إستراتيجية وطنية للإعاقة «تحدد رؤية وأهداف ومبادئ نهج» قائم على الحقوق «للإعاقة في اليمن».
لم يكن لدى وزارة التربية والتعليم اليمنية دائمًا ما يكفي من التمويل لدعم الطلاب المعوقين. لا يوجد سوى عدد قليل من المدارس للأطفال المعوقين وهذه المدارس موجودة فقط في المدن اليمنية.  معظم الأشخاص ذوي الإعاقة في اليمن يفتقرون إلى التعليم وفقط 23.6٪ من ذوي الاحتياجات الخاصة أنهوا المرحلة الثانوية، وفقًا لدراسة أجريت عام 2005. 

### منظمات غير حكومية
تعمل العديد من المنظمات غير الحكومية في اليمن لمساعدة الأشخاص ذوي الإعاقة، ومع ذلك، يعاني الكثير منها من نقص التمويل. ساعدت منظمات مثل Handicap International من خلال التبرع بأدوات المساعدة على التنقل وتقديم الدعم النفسي للأشخاص في اليمن. يساعد المركز اليمني للتوحد (YCA) في صنعاء الأفراد المصابين بالتوحد وأسرهم. ومع ذلك، واجهت YCA صعوبة في تلبية احتياجات عملائها. مؤسسة التحدي، في صنعاء أيضا، تساعد النساء والفتيات المعاقات.

### التشريع
تعتبر الأمم المتحدة أن قانون رعاية المعوقين (القانون رقم 2 لعام 2002) هو الوثيقة الأساسية المتعلقة بالأشخاص ذوي الإعاقة.  تشمل القوانين الأخرى التي تغطي الإعاقة المواد 115 - 123 من قانون الطفل (رقم 45، 2002) والقانون العام رقم 61، 1999.  يضمن القانون العام (61/1999) أن يتمتع الأشخاص المعاقون بنفس الحقوق التي يتمتع بها غيرهم. - المعوقون بموجب دستور اليمن.  كما أنه "يخصص مسؤولية الإعاقة إلى صندوق الإعاقة.  قانون الخدمة المدنية رقم 19 لعام 1991 وقانون العمل رقم 5 لعام 1995 كلاهما يعالجان الحصص الواجب الوفاء بها لتوظيف الأشخاص ذوي الإعاقة.  يهدف كود البناء 19 لعام 2002 إلى إنشاء بنية تحتية يمكن الوصول إليها. 
ومع ذلك، فقد ادعى الأشخاص ذوو الإعاقة أنه على الرغم من أن القوانين التي وضعها اليمن جيدة، إلا أنها نادراً ما يتم تطبيقها. غالبًا ما تكون صياغة القوانين غامضة أيضًا، مما يجعل من الصعب إنفاذ هذه القوانين نيابة عن الأشخاص ذوي الإعاقة.

## تحديات فريدة
بسبب الصراع المستمر في اليمن، يواجه الأشخاص ذوو الإعاقة مشاكل مثل نقص الخدمات وعدم القدرة على الوصول إلى المباني. يمكن أن يجعل الركام في الشوارع من الصعب على ذوي الإعاقات الجسدية الوصول إلى الخدمات. اضطرت المناطق التي تعرضت لقصف عنيف إلى وقف الخدمات للأشخاص ذوي الإعاقة. في أواخر عام 2015، قصفت التحالفات بقيادة السعودية مركز النور لرعاية وتأهيل المكفوفين في صنعاء.
صرحت منظمة هيومن رايتس ووتش أن الأشخاص ذوي الإعاقة يتعرضون لمخاطر متزايدة في أوقات الأزمات والنزاعات. واجه الأشخاص ذوو الإعاقة وأسرهم صعوبة في مغادرة مناطق النزاع. في 3 ديسمبر 2016، احتشد اليمنيون المعاقون في اليوم العالمي للأشخاص ذوي الإعاقة، مطالبين بإنهاء الصراع في اليمن.
نظرًا لأن معظم اليمنيين يعيشون في مناطق ريفية خارج المدن، فمن الصعب الوصول إلى الخدمات للأشخاص ذوي الإعاقة.  نظرًا لفقر العديد من اليمنيين المعاقين، فإن شراء الأجهزة المساعدة باهظ الثمن.  الخدمات الحكومية التي تهدف إلى مساعدة الأشخاص المعاقين الذين يعانون من الفقر يجب أن تُطلب شخصيًا في صنعاء وتتطلب أن يكون المتقدم ملمًا بالقراءة والكتابة. 

### الجنس والإعاقة
تواجه النساء ذوات الإعاقة في اليمن تحديات فريدة بسبب الموقف المحافظ تجاه المرأة في البلاد. كانت معدلات الأمية لدى النساء ذوات الإعاقة في عام 2004 مرتفعة لتصل إلى 87 إلى 90 في المائة. ولكن في بعض الحالات، تم تشجيع تعليم الفتيات المعوقات بنشاط باعتباره فرصة بديلة. 
النساء في اليمن اللائي يصبن بإعاقة كبالغات وغير قادرات على أداء أدوارهن المعتادة يمكن أن يفقدن إحساسهن بقيمتهن الذاتية. 
غالبًا ما تُمنع النساء غير المعوقات من الحصول على التعليم أو الزواج من وحدة الأسرة إذا كان هناك أفراد معاقون في أسرتها؛ من المتوقع أن تساعد في رعاية أفراد الأسرة ذوي الإعاقة. 
رفضت المعلمات تعليم الرجال المعاقين بسبب التقسيم الطبقي للمجتمع اليمني حيث لا يتفاعل الرجال والنساء عادة مع بعضهم البعض. 

## نشطاء بارزون
- فاطمة العاقل، ناشطة في مجال المكفوفين منظمة الأمان لرعاية المرأة المكفوفة (AOBWC)
- جمال البيضاني، ناشطة في مجال الحقوق المدنية للمعاقين، جمعية التحدي لذوي الاحتياجات الخاصة.

### استشهادات
1. ↑  Al-Muraqab, Ashraf (14 Jun 2012). "Summer camp aims to support autistic children". Yemen Times (بالإنجليزية). Archived from the original on 2017-09-17. Retrieved 2017-06-03.
2. 1 2 3 4 5 6 7  ESCWA 2009.
3. 1 2 3 4 5 6 7  MoSAL 2010.
4. 1 2 3 4 5 6  Al Qadhi, Mohammed (8 Nov 2008). "Yemen's disabled face segregation". The National (بالإنجليزية الأمريكية). Archived from the original on 2022-06-10. Retrieved 2017-06-01.
5. 1 2 3 4 5 6 7  Grut & Ingstad 2006.
6. 1 2 3 4 5 6 7  Ingstad, Baider & Grut 2011.
7. ↑  Al-Arashi، Fakhri (2012). "Perseverance and pain for Yemen's disabled". مؤرشف من الأصل في 2021-11-04. اطلع عليه بتاريخ 2017-06-01.
8. ↑  "The scars of war: Yemen's disabled". International Committee of the Red Cross (بالإنجليزية). 23 May 2016. Archived from the original on 2022-03-05. Retrieved 2017-05-31.
9. ↑  "Yemen: Disability is not an obstacle". International Committee of the Red Cross (بالإنجليزية). 2 Dec 2016. Archived from the original on 2021-11-01. Retrieved 2017-06-01.
10. ↑  "Yemen". مؤرشف من الأصل في 2022-06-14.
11. 1 2  Al-Moshki, Ali Ibrahim (4 Dec 2014). "Local NGO: Number of disabled citizens in Yemen exceeds two million". Yemen Times (بالإنجليزية). Archived from the original on 2018-03-10. Retrieved 2017-06-01.
12. ↑  "Yemen: Helping War Survivors Recover Physically and Mentally". Handicap International. مؤرشف من الأصل في 2017-12-27. اطلع عليه بتاريخ 2017-06-01.
13. 1 2  Hassan, Najila'a (29 Jul 2013). "Resources few for autistic children Yemeni law fails to guarantee rights of persons with disabilities". Yemen Times (بالإنجليزية). Archived from the original on 2017-09-17. Retrieved 2017-06-01.
14. ↑  Al-Wesabi, Sadeq (14 Nov 2012). "Yemen Center for Autism: struggling 'alone' to serve a growing population nationwide". Yemen Times (بالإنجليزية). Archived from the original on 2017-09-17. Retrieved 2017-06-03.
15. ↑  "Wheelchairs and Walkers Distributed". Islamic Relief. مؤرشف من الأصل في 2021-11-01. اطلع عليه بتاريخ 2017-06-01.
16. ↑  "People with disabilities & freedom of expression". Yemen Times (بالإنجليزية). 13 May 2014. Archived from the original on 2018-03-11. Retrieved 2017-06-01.
17. 1 2  "Dispatches: With Disabilities in Yemen, Left in the Rubble". Human Rights Watch (بالإنجليزية). 11 May 2015. Archived from the original on 2022-01-20. Retrieved 2017-06-01.
18. ↑  Oakford, Samuel (5 Jan 2016). "The Saudi Coalition Bombed A Rehabilitation Center for Blind People in Yemen". VICE News (بالإنجليزية الأمريكية). Archived from the original on 2018-10-02. Retrieved 2017-06-03.
19. ↑  "People with Disabilities at Added Risk in War, Displacement". Human Rights Watch (بالإنجليزية). 3 Dec 2015. Archived from the original on 2022-03-07. Retrieved 2017-06-01.
20. ↑  "Yemen conflict death toll nears 650, with UN rights office spotlighting plight of 3 million disabled". UN News Service Section (بالإنجليزية). 5 May 2015. Archived from the original on 2018-02-06. Retrieved 2017-06-01.
21. ↑  "Disabled people rally to call for early end to crisis in Yemen". Xinhua. 4 ديسمبر 2016. مؤرشف من الأصل في 2021-11-04. اطلع عليه بتاريخ 2017-06-01.